# Robert Beugré Mambé
Robert Beugré Mambé (ur. 1 stycznia 1952 w Abiaté) – iworyjski inżynier i polityk. Od 16 października 2023 roku premier Wybrzeża Kości Słoniowej.

## Życiorys
Urodził się w 1952 roku. Studiował inżynierię w Abidżanie. Zanim został premierem był gubernatorem okręgu Abidżan, przewodniczącym Niezależnej Komisji Wyborczej i od 2018 roku posłem. 16 października 2023 roku po ustąpieniu Patricka Achi ze stanowiska premiera został wybrany na jego miejsce. 23 października tego samego roku otrzymał od premiera Wietnamu Phama Minha Chinha gratulacje z powodu objęcia stanowiska.

## Życie prywatne
Jego żoną była do swej śmierci w 2021 roku Marthe Irma Djedji. Miał z nią czwórkę dzieci. Jest wyznawcą protestantyzmu.